# ساحيل بباييف
ساحيل رافيق أغلو ممادوف (بالأذرية: Sahil Babayev) وزير العمل والتنمية الاجتماعية في أذربيجان، ورجل دولة وسياسي ودكتور في العلوم القانونية.

## حياته
ولد ساحيل ممادوف في عام 1980 بمدينة باكو. تخرج من جامعة باكو الحكومية، وتخصص في القانون الدولي والعلاقات الدولية مع مرتبة الشرف في 2000.
وتخرج بدرجة ماجستير مع مرتبة الشرف. وفي 2010 حصل على درجة «مرشح علوم قضائية».
تم تعيينه وزيرُا للعمل والتنمية الاجتماعية في أذربيجان منذ 21 أبريل 2018.
هو يجيد الإنجليزية والفرنسية والروسية. وهو عضو في حزب أذربيجان الجديدة. 

## المسئوليات والوظائف
- بين 2006-2009 عمل مساعدا لنائب الرئيس في الجمعية الوطنية لجمهورية أذربيجان.

- منذ 2009 عمل رئيسا في قسم التنسيق بشأن الاستثمارات الأجنبية والمساعدات في وزارة الاقتصاد في جمهورية أذربيجان بين 2011-2014، ورئيسا في قسم التعاون مع المنظمات الدولية بين 2011-2014.

- في 13 مارس لعام 2014 بموجب قرار رئيس جمهورية أذربيجان تم تعيين ساحيل ممادوف نائبا وزارة الاقتصاد والتنمية في جمهورية أذربيجان و 30 يناير لعام 2016 تم تعيين نائبا لوزير الاقتصاد في جمهورية أذربيجان.

- في21 أبريل لعام 2018 تم تعيين ساحيل ممادوف وزيرُا للعمل والتنمية الاجتماعية في أذربيجان. [4][5]